# 塩塚村
塩塚村（しおつかむら）は、福岡県山門郡にあった村。現在の柳川市の一部。

## 地理
矢部川下流右岸の平野に位置していた。

## 歴史
- 1889年（明治22年）4月1日 - 町村制の施行により、山門郡豊原村、塩塚村、徳益村、栄村（一部、南野名、作出名）が合併して村制施行し、塩塚村が発足[1][2]。
- 1907年（明治40年）3月20日 - 山門郡有明村、鷹尾村と合併して大和村を新設して廃止された[1][2]。